# Cornelis Ketel

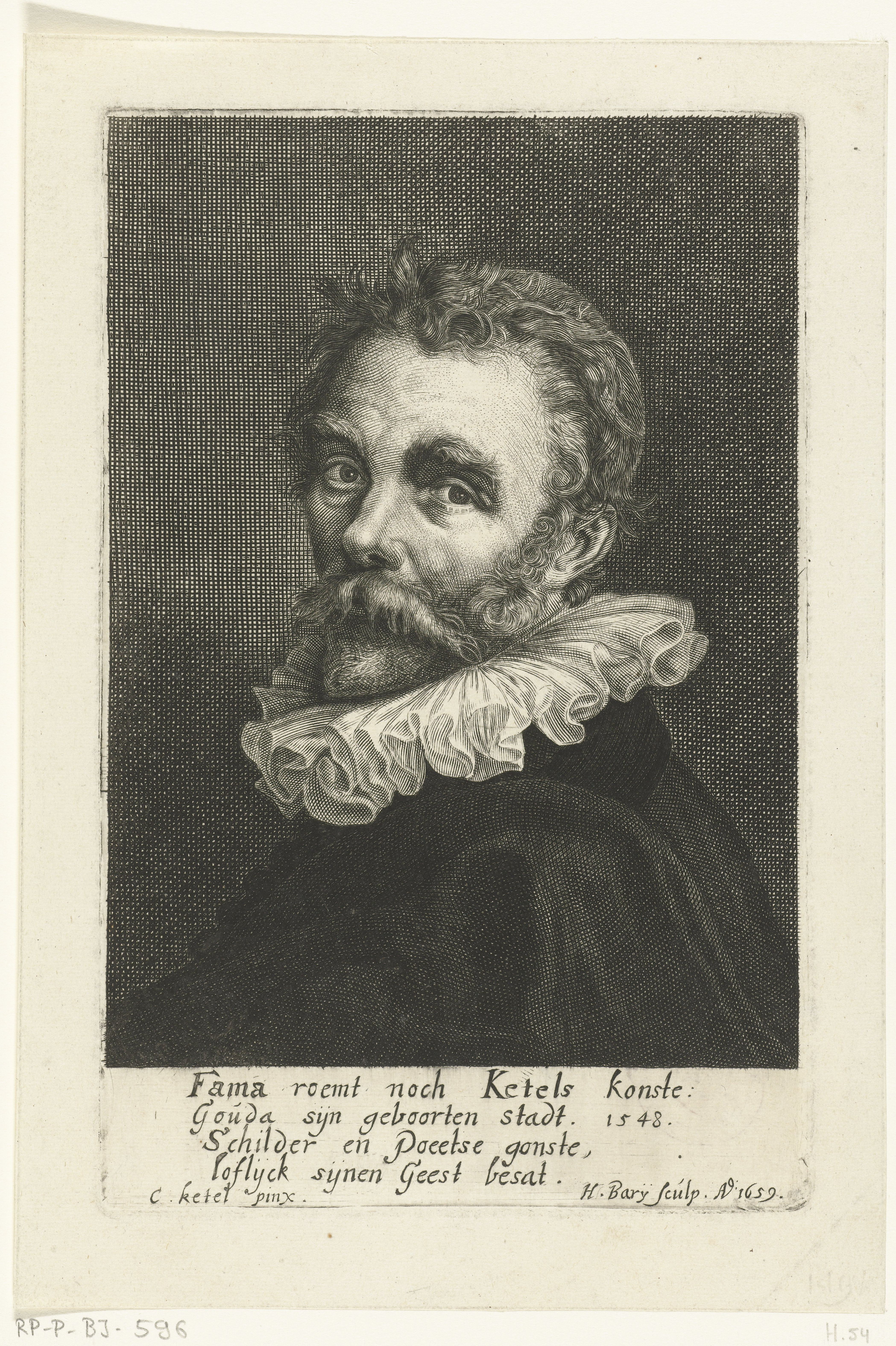
Cornelis Ketel, ets door Hendrik Bary naar een tekening van Ketel

Cornelis Ketel (Gouda, 18 maart 1548 - Amsterdam, 8 augustus 1616) was een Nederlands maniëristisch schilder .

## Biografie
Cornelis Ketel werd in 1548 in Gouda geboren als buitenechtelijk kind van Elisabeth Jacobsdr Ketel en de kunstverzamelaar Govert Jans van Proyen. De bekende Goudse glazenier Dirck Crabeth moedigde hem aan te gaan schilderen toen hij leerling was bij zijn gelijknamige oom, Cornelis Jacobsz Ketel, in Gouda. Hij werd vervolgens op 18-jarige leeftijd leerling van de Delftse schilder Anthonie van Blokland. Na een jaar vertrok hij naar Parijs, maar moest vanwege de politiek omstandigheden al snel terugkeren naar Gouda. Omdat hij vanwege de binnenlandse onlusten weinig opdrachten kreeg vertrok hij in 1573 naar Engeland en werkte daar voor het Engelse hof in Londen. In 1581 keerde hij terug naar Holland en vestigde zich definitief in Amsterdam.
Cornelis Ketel trouwde in 1573 in Londen met Aeltgen Gerrits. In 1581 werd hun zoon Rafaël geboren. Na het overlijden van Aeltgen in 1602 te Amsterdam, hertrouwde hij in 1607 aldaar met Aeltge Jans. Ook uit dit huwelijk werd één zoon geboren, Andries, die op jonge leeftijd is overleden.
Volgens de Goudse geschiedschrijver Ignatius Walvis was Ketel verwant aan de vrouw van de bekende glasschilder Wouter Pietersz Crabeth. Diens kleinzoon Wouter Crabeth was een belangrijke leerling van Ketel. Overigens wordt dit laatste ook wel betwijfeld en zou er sprake zijn van een verwisseling met de eerder genoemde oom en naamgenoot Cornelis Ketel.
De Harderwijker burgemeester en verzamelaar Ernst Brinck vermeldt in 1614 het volgende: 

Cornelis Ketel een vermaert schilder t’Amsterdam, nu out bij die 90 iaer, schildert met handen ende voeten, hij schildert met sijn handt ende met penseel, oec met de handt end sonder penseel, met die voet met het penseel, ende oeck met die voet sonder pentseel, hij heefft sijne 2 eijgen huijsen meest met die voet beschildert van buijten.

 Brinck vergist zich in de leeftijd van Ketel, dit moet ongeveer 70 zijn.
Ook Ignatius Walvis vermeldt het curieuze gegeven dat Cornelis Ketel ook vinger- en voetschilderde. De bron van Walvis was waarschijnlijk "Het Schilderboeck" van Carel van Mander.
Onder een van Ketels werken stond - volgens Walvis - het volgende gedicht:

Ziet, tegen de costuimen
Met vinger, voet en duimen,
Ben ik geschilderd heel.
Doen Ketels lust mij naakte,
In geenerwijs geraakte
Mij borstel noch penceel.

## Werken van Cornelis Ketel

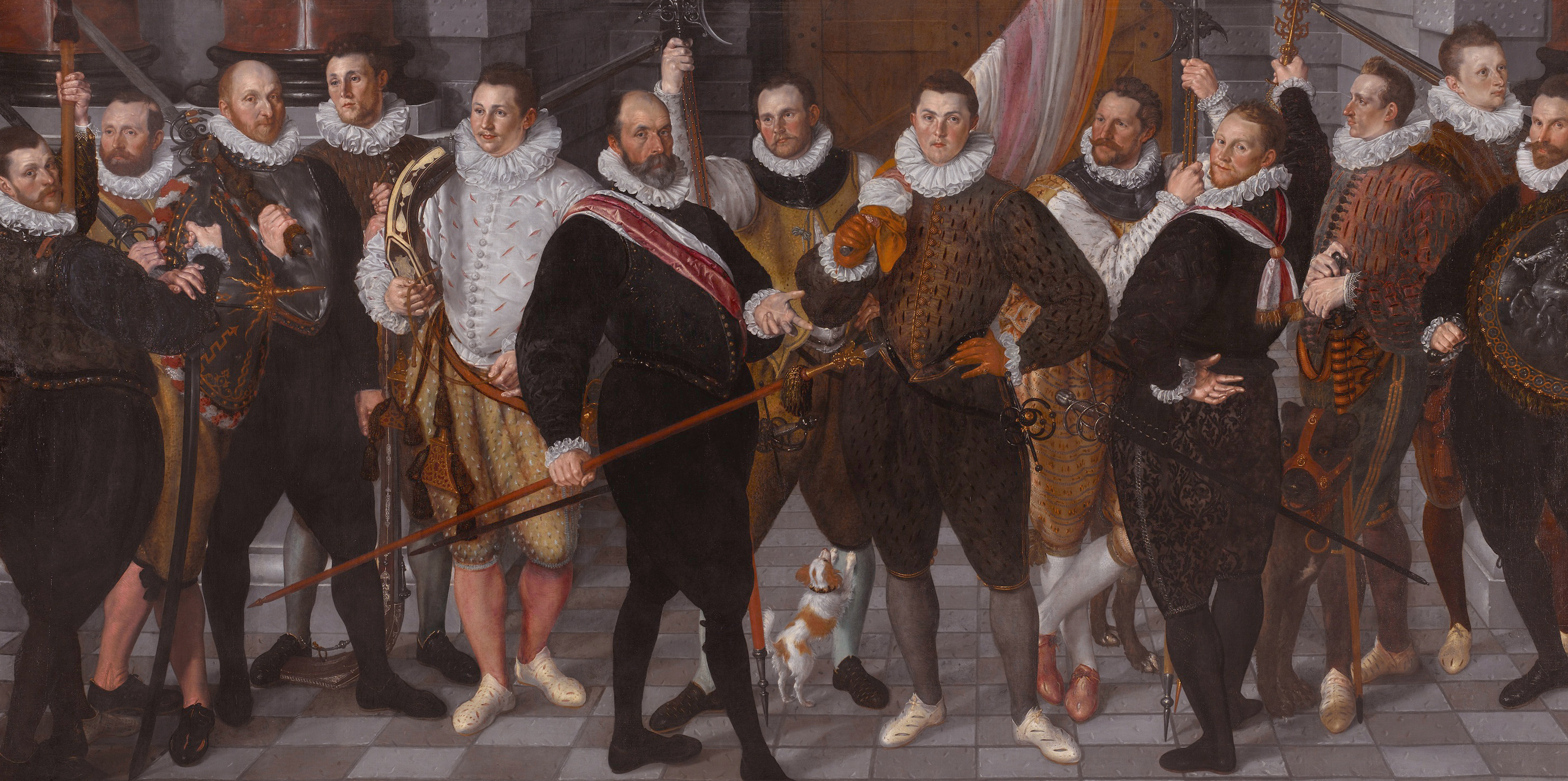
Schutterstuk door Cornelis Ketel (1588)

- Een altaarstuk van de allerheiligste drie enigheid voor de Goudse lakenbereiders
- De compagnie van Dirck Jacobsz Roosecrans en luitenant Pauw
- Portret van Adam Wachendorff
- Een 58-jarige man
- Het raadsel van Nijmegen, 1576. Te zien in het Valkhof.

## Trivia
- In Gouda is (in 1903) de Cornelis Ketelstraat naar hem genoemd.